# Семидвір'я
Семидвір'я (до 1944 року — Єді́-Ев, крим. Yedi Ev) — селище в Україні, у складі Ялтинського району Автономної Республіки Крим.
Відоме з XII сторіччя з генуезьких джерел як селище Де ля Стаффа.

## Опис
Маленьке курортне селище розташоване на березі Чорного моря між Алуштою та Сонячногірським.
На крутому березі тут росте реліктовий ялівцевий гай, пам'ятка природи, оголошена державним заповідником ще в 1947 році. Ялівці, фісташки та деякі інші рослини, що тут ростуть, занесені до «Червоної книги». За унікальну природу і відокремлене розташування осторонь від жвавих трас урочище Семидвір'я іноді називають «загубленим світом» Південного берегу Криму.
З радянських часів працює великий пансіонат, а нещодавно відкрився курортний готель високого рівня.

## Населення
За даними перепису населення 2001 року, у селищі мешкало 11 осіб. Мовний склад населення села був таким:
| Мова       | Число ос. | Відсоток |
| ---------- | --------- | -------- |
| українська | 2         | 18,18    |
| російська  | 9         | 81,82    |

Через село протікає річка Єдифлер.